# غزل امید
غزل امید نویسندهٔ ایرانی مقیم کانادا است. او نویسندهٔ کتاب خودزندگی‌نامه‌ای با عنوان زندگی در جهنم: اودیسه واقعی مبارزه یک زن در ایران اسلامی علیه نیروهای شخصی و سیاسی است. امید در ایالات متحده به عنوان مدافع حقوق بشر و حقوق زنان شناخته می‌شود و همچنین محقق حقوقی شیعه است.

## زندگی شخصی
امید زادهٔ آبادان است. پدرش یک میلیونر بود که در زمان کودکی او خانواده را رها کرد و به ایالات متحده آمریکا پناهنده شد. امید در اصفهان بزرگ شد در زمان سرنگونی شاه ایران توسط روح‌الله خمینی ۸ ساله بود. امید یک مسلمان است و به زیارت مکه نیز رفته‌است. او در سال ۱۹۹۵ از ایران به کانادا مهاجرت کرد و در سال ۲۰۰۸ به واشینگتن، دی.سی. نقل مکان کرد.

## کنش‌گری
کتاب خودزندگینامهٔ امید با نام زندگی در جهنم حاوی انتقادی از ایران و نقض حقوق بشر در آن کشور است. به‌همین دلیل، وبگاه کتاب او هدف خرابکاری و تهدید آنلاین از سوی کاربران رایانه در ایران، ترکیه و پاکستان بوده‌است. او به‌دلیل استفاده از کتاب‌ها برای آموزش شهادت به کودکان در ایران، از این کشور انتقاد کرده‌است. او همچنین خواستار این است که در کتاب‌های ایرانی از کشور ایالات متحده به عنوان «شیطان بزرگ» یاد نشود. به گفتهٔ امید، او این نگرانی را دارد که این کتاب‌ها باعث شود که کودکان به «بمب‌های ساعتی» تبدیل شوند.
در حال حاضر، امید مدیر اجرایی سازمان «ایران و آیندهٔ آن» است که یک سازمان غیرانتفاعی ۵۰۰۱ (سی) مستقر در ایالات متحده است و بر حمایت از بهبود زندگی در ایران متمرکز است. در سال ۲۰۱۴، او اقداماتی را برای انتقال کودکان سوخته در آتش‌سوزی یک مدرسه در ایران به ایالات متحده به‌منظور درمان انجام داد.

## آثار
- زندگی در جهنم: اودیسه واقعی از مبارزه یک زن در ایران اسلامی علیه نیروهای شخصی و سیاسی (۲۰۰۵) ناشران پارک اونیو شابک ‎۹۷۸−۰−۹۷۵۹۶۸۳−۰−۷ اُسی‌ال‌سی ۶۰۷۶۴۵۰۳
- امید، غزل (۲۰۱۲). آقای نایتینگل: داستان اقتباسی از زندگی یک کودک ایرانی. OCLC 876333397. شابک ۹۷۸۱۴۷۹۳۱۳۰۷۵.
- امید، غزل (۲۰۱۵). مریم و آقای ربی، بخش ۱: بر پایه داستان واقعی دربارهٔ یک مسلمان و یک خانواده یهودی اهل ایران. OCLC 876333397. شابک ۹۷۸-۱۵۱۹۳۴۰۲۴۵.
- 9781479313075امید، غزل (۲۰۱۵). مریم و آقای ربی، بخش ۲: بر پایه داستان واقعی دربارهٔ یک مسلمان و یک خانواده یهودی اهل ایران. OCLC 876333397. شابک ۹۷۸-۱۵۱۹۴۹۸۲۵۰.